# 벨제바브 (만화)
《벨제바브》(일본어: べるぜバブ, BEELZEBUB)는 타무라 류헤이 원작의 일본의 만화이다. 집영사의 《주간 소년 점프》 2008년 제37·38호에서 제4회 골드퓨처컵을 수상하였으며, 2009년 제13호에서부터 연재가 시작되어 2009년 13호부터 2014년 13호까지 연재되었다.
대한민국에서는 만화책 시리즈는 대원씨아이에서 오경화가 번역하여 2010년 9월 25일에 『벨제바브 1』라는 이름으로 1권을 발행한 이후 시리즈를 계속 출간하고 있다. TV시리즈 애니메이션은 ㈜더블유에이지에서 수입하여 15세 이상 관람가 등급으로, 자사가 운영하는 스마트폰 실시간 TV 애플리케이션 마이씨앗과 마이씨앗의 인터넷 홈페이지를 통해 자막 버전을 공개하고 있으며, 2013년 6월 5일부터 더빙으로 방영되고 있다.

## 줄거리
‘천하의 불량 고등학교’로 불리는 이시야마 고등학교, 그 중에서도 강하다고 일컬어지는 오가 타츠미는 어느날 싸움 도중에 우연히 갓난아기를 줍게 된다. 그러나 그 갓난아기는 인류를 멸하기 위해 마계로부터 이송된 대마왕의 아들 카이저 드 엠페라나 베엘제붑 4세(통칭 벨 도령)였다. 완전히 벨 도령의 마음에 들어 버린 오가는 본의 아니게도 마왕의 부모가 되어 육아를 하게 되었던 것이다.

## 등장인물

### 주요 인물
오가 타츠미(男鹿 辰巳)
성우 : 코니시 카츠유키 / 구자형
본 작품의 주인공으로, 양아치 학교 '이시야마 고교' 1학년생이고, 성격이 사납고 흉폭하고 강하기로 소문난 남학생. 주변 불량배들에게 "날뛰는 오우거"라는 별명으로 공포의 대상이 되고 있다.
우연찮게 길가에서 아기를 줍게 되는데, 그 아기는 바로 대마왕의 아들이자 인간을 멸망시키기 위해서 인간계로 보내진 자칭 '벨도령(카이젤 드 엠퍼러너 벨제바브 4세)'으로, 줍게 된 이후로 우연찮게 사납고 흉폭한 파워로 벨도령의 마음에 들어서 원하지 않게 양부모로 간택되어 벨도령을 맡아 키우게 된다.
얼떨결에 맡은 이후로 자기보다 더 강하고 흉악한 사람, 즉 벨 도령의 마음에 쏙 들, 자기 대신 양부모를 맡아줄 사람을 찾아 해멘다.
벨도령을 귀찮게 여기고 구박도 하지만, 그래도 (양)아버지로서 해야 할 일은 대충 다 해 주고 있는 듯...
벨 도령(ベル坊)
성우 : 사와시로 미유키 / 윤아영
본명은 '카이젤 드 엠퍼러너 벨제바브 4세'. 엄청난 힘을 가진 마계의 마왕의 막내아들. 아직 젖도 못 뗀 갓난아기여서 그런지 입에 노란색 쪽쪽이를 물고 있다. 본의 아니게 항상 벗고 있는 것을 좋아해서 항상 옷을 입고 다니지는 않고 알몸이 컨셉이다.(참고로 오가와 몸이 바뀌었을때도 옷을 벗으려고 안간힘을 쓴 적도 있는듯.) 우연찮게 인간계로 떨어져서 오가 타츠미와 만나게 되어 그에게 양육되어 키워진다.
잠재적인 마력이 엄청나며 울거나 화를 내면 강력한 전격을 방출하는데, 이 때 거의 주위의 모든 사람들을 쇼크시킬 정도로 위력을 발휘하는 듯 함. 하지만 타츠미에게서 떨어지면 능력도 본의 아니게 힘이 인간 아기 이하로 떨어진다는 단점이 있다.
무서운 것이나 강한 것을 좋아한다.
힐데가르다(ヒルデガルダ)
성우 : 이토 시즈카 / 서유리
본명은 '힐데가르다'. 마왕의 막내아들인 '벨 도령'을 섬기는 충직한 시녀 악마. 금발에 고딕 로리타 풍의 복장을 하고 있다. 마계에서 온 악마이기 때문에 당연히 인간에 비해 엄청나게 강하며, 인간들을 매우 하찮은 존재로 여긴다. 하지만 인간계에서 지내는 사이 점차 인식이 바뀌어 간다.
오로지 벨 도령에게만 모든 충성을 바치고 있으며,오가 타츠미와 우연찮게 벨 도령이 만나서 동거를 시작하게 된 이후, 한시도 벨 도령의 옆에서 떨어지지 않기 위해서 타츠미의 가족들을 만난 후 '오가의 마누라(?)'라는 오해를 사면서부터 벨 도령과 함께 타츠미의 집에서 동거를 시작하게 된다.(참고로 주위에서는 자칭 '오가의 마누라'라는 호칭으로 불리고 있는 듯 하다.)
시녀라서 가사 능력은 우수한 편이지만 요리는 못하는 듯하다.(인격이 바뀌었을 땐 잘하는 것 같다.) 게다가 전투력도 우수하며, 그녀가 사용하는 무기는 우산과 우산 속에 숨겨진 칼이다.
후루이치 타카유키(古市 貴之)
성우 : 미즈시마 타카히로 / 홍범기
초등학교 시절부터 알고 지낸, 오가 타츠미의 친구인 이시야마 고교의 평범한 남학생. 몇 안되게 타츠미에게 딴지를 걸 수 있는 인물.
친구인 타츠미와는 다르게 별다른 전투 능력은 없는 듯 하며, 참고로 멀쩡하게 생긴 외모와는 다르게 보기보다 여자를 밝히는 성격이며 음흉하고 이상한 망상을 자주한다. 여자가 잘 꼬이는 타츠미를 은근히 부러워 한다. 게다가 머리도 어느 정도 좋은 편이지만 이시야마 고교에 다니는지 의문이다. 로리콘 의혹이 있다.

### 이시야마 고교
쿠니에다 아오이
성우 : 토요사키 아키 / 윤미나
이시야마 고교에 다니는 성실하고 책임감이 강한 여학생. 하지만 일반 우등생 여학생이 아닌, 이시야마 고교 4대 일진인 '동방신회'의 여깡패 집단인 '레드테일'의 총장. 타츠미와는 맨 처음에 공원에서 남동생을 돌보고 있다가 만나게 된 이후로 그와 묘한 인연을 가지게 되었으며 우연찮게 깡패들의 계략에 빠져서 사소한 오해로 그와 부딪히게 된다. 하지만 후에 모든 오해가 풀리고 그때부터 은근히 타츠미에게 푹 빠질 정도로 호감을 가지게 된다. 연애에 대해서는 엄청 둔감한 편이라서 그런지 아직 자신의 감정도 눈치채지 못하고 있는 모양.하지만 자칭 '오가의 마누라'라고 불리는 힐다와는 오가를 두고 묘한 신경전을 벌이고 있으며,은근히 힐다에게 라이벌 의식을 가지고 있는 듯 하다.
히메카와 타츠야
성우 : 오기로 세이로 / 서원석
동방신회의 4대 일진 중 1명으로 어마어마한 재벌집 집안의 외아들. 성격이 매우 교활하여 교섭술이 뛰어나며 뭐든지 돈으로 해결하려고 하는 능력이 있다.
헤어스타일에 굉장한 애착을 가지고 있기 때문에 리젠트 머리 스타일에 선글라스 착용을 하고 다니며 알로하 셔츠를 겸한 패션복장이 특징적이다.
오가의 소문을 듣고난 뒤에 힐다를 납치하여 인질로 삼다가 오가와 부딪힌 후에 그에게 패배한다.
참고로 리젠트 머리를 내리고 선글라스를 벗어던지면 의외로 긴 장발머리를 지닌 엄청난 꽃미남으로 전혀 다른 사람의 모습이 된다.
칸자키 하지메
성우 : 스기타 토모카즈 / 이현
야쿠자 집안의 아들. 동방신회 4대 일진 중 1명으로, 오가가 오기 전에 이시야마 고교에서 세력을 떨치던 남자.
타인에게 매우 엄격한 성격으로 부하의 사소한 실수에도 용서치 않고 제재를 가한다.
참고로 오가 타츠미에게 한방에 날아가서 패배하게 된다.
토죠 히데토라
성우 : 세키 토모카즈 / 현경수
동방신회의 4대 일진 중 1명. 오가에게 제패한 나머지 3명과는 다르게 유일하게 오가와 동등한 전투실력을 갖추고 있을 정도로, 4명 중에서 제일 뛰어난 전투 실력을 갖추고 있다. 신타로와 마찬가지로 권력에는 전혀 욕심이 없으며 오로지 유일하게 강한 사람을 찾아서 순수하게 싸움을 즐기는 싸움꾼인 듯 하다.기본적으로 대범하고 활기찬 성격을 지니고 있으며 의외로 귀여운 것을 좋아한다.
평소엔 아르바이트를 하느라 학교엔 거의 오지 않으며, 길거리에서 오가와 떨어진 벨도령을 우연찮게 만나다가 벨도령을 보살피던 중,자기 대신 양부모 자격을 지닌 강한 사람을 찾아 해맨 오가 타츠미와 만나게 되어서 맞닥드리게 된다.
나츠메 신타로
성우 : 키시오 다이스케 / 심규혁
칸자키 일당의 일원 중 하나. 칸자키의 오른팔. 실은 대장인 칸자키나 히메카와 급으로 뛰어난 전투실력을 지니고 있다. 하지만 의외로 다른 사람의 싸움을 옆에서 보는 것을 좋아하기 때문에 조직 내에서 위로 딱히 올라가려는 권력욕심은 전혀 없는 성격. 그렇지만 자신의 흥미를 갖고 있는 대상을 방해하는 사람은 철저하게 배제하는 잔혹한 면모도 갖고 있다.
아오모리 네네
성우 : 타카가키 아야히 / 김도영
이시야마 고교에 다니는 2학년 여학생.레드테일의 부하 중 하나로 쿠니에다 아오이의 부하 중 하나. 아오이를 언니처럼 따르고 있다. 하지만 소녀적인 모습을 지닌 아오이와는 다르게 어른스럽고 몸매가 좋다. 무기는 쇠사슬.
타니무라 치아키
성우 : 유우키 아오이 / 채민지
이시야마 고교에 다니는 1학년 여학생. 레드테일의 총장인 쿠니에다 아오이의 부하 중 하나. 아오이를 언니처럼 따르고 있다.주무기로는 치마 밑에 숨겨진 4자루의 물총(원작에선, 공기총이었으나, 애니에선, 물총으로 변경되었다고 함.)을 사용한다.
시로야마 타카시
성우 : 노무라 켄지 / 안효민
칸자키의 조직원 중 한명으로 충실한 부하.깡패치고는 예의 바른 모습에 깡패스러운 부분을 거의 찾아볼 수 없다. 독특하게 양갈래 머래에 리본을 매달고 있는 헤어스타일을 하고 있다.
사토씨
성우 : 나카츠카사 유우카
이시야마 고교의 매점 아줌마(?). 강령한 인상과 카리스마의 소유자로, 험악하기로 소문난 이시야마 고교 학생들도 간단히 제압하는 숨은 실력자. 타츠미의 평가로는 상당히 강하다는 듯....
아스카 료코
성우 : 시미즈 아냐카 /
2학년. 레드테일 조직원.
하나자와 유카
성우 : 토마츠 하루카 / 문유정
1학년. 레드테일 조직원.
우메미야 카오루
1학년. 레드테일 조직원.
진노 카오루
토죠의 부하.항상 말수가 적고 과묵하다. 이시야마 고교 3학년.
아이자와 쇼지
토죠의 부하. 이시야마 고교 3학년.
코타
쿠니에다 아오이의 남동생. 아직 갓난아기로 벨도령과는 동갑의 나이인 모양. 벨도령과는 묘하게 라이벌 관계에 있다.
쿠니에다 잇토시이
쿠니에다 아오이의 할아버지.신게츠류 당주.

### 세인트 이시야마 고교
야마무라 카즈야
성우 : 아사누마 신타로 / 심규혁
세인트 이시야마 고교에 다니는 1학년 남학생으로, 오가 타츠미를 존경하며 항상 '오가 형님'이라고 부르며 뒤를 졸졸 따라다닐 정도로 그를 우상하고 있다.
후지사키 아즈사
성우 : 히카사 요코 / 박고운
세인트 이시야마 고교에 다니는 1학년의 양갈래 머리 스타일을 한 귀여운 여학생. 야마무라 카즈야의 소꼽친구.
이스루기 겐마
세인트 이시야마 고교 교장.

### 육기성(六騎聖)
신조 알렉스 로드리게스 이치로
이시야마 고교에 다니는 1학년의 곱상한 외모의 혼혈인 남학생. 육기성의 일원 중 한명으로 외모와 피아니스트라는 곱상한 장래희망과는 다르게 세인트 이시야마 고교의 복싱부 주장이다. 혼혈인 외모 탓에 깡패들에게 걸리기 십상으로 그것을 계기로 복싱을 시작하게 되었다고 한다.
무엇을 하든 쉽게 소화해내는 천재형으로 단숨에 전국체전 결승전까지 올라간다. 오가 타츠미 일당에게 시비를 걸어, 본의 아니게 배구 경기를 하게 된다.
사카키 미츠테루
이시야마 고교에 다니는 1학년 남학생.검도부 주장.항상 눈을 감고 다니며 긴 흑발머리를 위로 올려서 묶고 다닌다.
어렸을 적부터 검도에 재능이 있을정도로 신동이었다. 특징은 엄청난 오타쿠이고 만화와 애니를 좋아하며 '모에'라는 말을 덧붙이고 다닌다.
고 히로미치
이시야마 고교 3학년. 농구부의 주장인 듯하다.
미키 히사야
성우 : 오카모토 노부히코 / 이경태
이샤야마 고교 1학년에 다니는 남학생. 타츠미와 타카유키의 오래된 친구로 중학교 시절부터 친구였고 타츠미와는 깡패들로부터 맞고 있던 것을 구해준 것을 계기로 알게 된다.
자신을 구해준 뒤에 타츠미를 동경하게 되었지만 어떤 이유로 그에게 크게 실망하여 등을 돌리게 된뒤, 그에게 오직 이기겠다는 일념 하나로 타츠미에게 경쟁심을 불태우고 있다.그 뒤에 이즈마를 스승으로 받아들여 그의 밑에서 '이즈마 핫신류'를 전승받게 된다.
나나미 시즈카
육기성의 멤버중 1명으로, 세인트 이시야마 고교의 3학년 여학생.궁도부 주장. 토죠의 소꿉친구이다
통칭 '시즈카 마마'
이즈마 카나메
세인트 이시야마 고교의 3학년 회장. 미키의 스승이자 육기성의 리더이자 가라테부 주장. 항상 사투리를 쓰고 있으며 안경을 끼고 다니는 범생이의 모습을 하고 있다.
이즈마 핫신류 고무술의 16대 당주. 실은 악마와 인간의 혼혈이기 때문에 비슷하게 악마의 힘을 사용할 수 있는 듯하다.
사오토메 젠주로
성우 : 후지 신슈 / 안장혁
세인트 이시야마 고교에 새로 부임하게 된 오가 타츠미의 담임. 평범하게 담배를 물고 있는 중년아저씨의 모습이지만 실로 정체는 오가 타츠미와 같은 악마의 '계약자'이다.
한꺼번에 2~3마리의 상위급 악마를 상대할 정도로 강하다. 참고로 이시야마 고교 출신의 졸업생.

### 악마
대마왕(大魔王)
성우 : 타카하시 히로키 / 이현
벨제바브 4세의 아버지이자 마계의 마왕이자 베일에 쌓여있는 인물. 인간을 멸망시키기 위해서 자신의 아들을 인간계로 보내 양부모인 타츠미에게 양육하게 한다.
대마왕이라는 자리와는 다르게 의외로 책임감이 그리 깊지는 않은데다가 자유분방한 성격인 듯.
알랭들롱(アランドロン)
성우 : 타카기 와타루 / 민응식
본명은 '바팀 두 에무나 알랭들롱'. 겉모습은 콧수염을 지니고 근육질에다가 런닝셔츠와 사각팬티를 입은 변태 아저씨이나, 대마왕의 명령을 받고 벨도령을 인간계로 전송시킨 차원전송 능력을 지닌 악마. 악마치고는 비교적 신사적인 성격이지만, 약간 분위기 파악을 못하고 이상한 행동을 할 때가 있다. 오가를 마왕의 양아버지로 높이 평가하고 있는 듯 하며, 타카유키를 제2의 주인으로 모시고 있다. 그리고 타카유키의 집에 거주하며 틈틈이 타츠미 일행을 돕느다.
전송 능력을 사용할 때는 몸이 반으로 쪼개지며 사람이 그의 몸 속으로 들어가 직접 차원이동을 하게 된다.
유일한 가족으로는 딸 '안젤리카'가 있다.
안젤리카
성우 : 토마츠 하루카 / 이유리
아랑드롱의 딸로, 차원이동 능력을 지닌 악마. 의외로 타카유키가 상상했던 것과는 다르게 아버지와는 전혀 닮지 않은 엄청난 미모를 지닌 미소녀이다.
성격은 둔하고 맹녀같은 구석이 있는듯.도적에게 납치되었다가 라미아를 마계로 돌려보내려다가 본의 아니게 마계로 빨려들어가게 되어서 원래대로 돌아갈 방법을 찾으러 온 타츠미 일행에 의해 구해진다.
엔오(염왕)
성우 : 키노시타 사야카 / 채민지
벨도령의 형이자 마왕의 아들. 대마왕이 인간을 멸망시키기 위해서 역시 마계에서 인간계로 보낸 또다른 아들이다.벨도령의 형이지만 의외로 벨도령에게 머리를 맞고 울 정도로 한심한 성격. 울게 되면 주위 15km 반경을 불바다로 만들어버린다.
라미아를 좋아하며 은근히 라미아와 투닥거리며 가깝게 지내는 타카유키를 라이벌로 생각하고 있다.
포테이토칩을 좋아하는 엄청난 게임광. 일단 시작하면 아무도 못말린다.
포르카스
마계의 궁중 의사. 라미아의 스승.
라미아
성우 : 후쿠하라 카오리 / 김도영
마계의 공중 의사의 조수. 어린 소녀의 모습을 하고있는 악마이며 같은 여자이자 시녀악마인 '힐다'를 유일하게 친언니처럼 따르고 있다.
코마
쿠니에다가 수련 중에 만난 코마이누.실로는 마계에서 내려온 사사티온이라는 하급악마중 하나로, 쿠니에다와 계약하여 힘을 빌려주고 있다.
평소에는 코믹하게 생긴 캐릭터이지만, 변신하면 근사한 개의 모습이 된다. 그러나 실은 타카유키처럼 여자를 밝힐 정도로 음흉하다.
요르다(율다)
성우 : 코노부키 미나코 / 박고운
염왕의 시녀악마 중 한 명. 실은 힐다와는 자매 사이로 힐다의 여동생이다.
염왕을 주군으로 섬기고 있으며,그녀의 말에 의하면, 힐다는 마계에 있는 학교를 다닌 시녀악마중에서 당연히 최고였던 톱 엘리트였다고 하며 언니인 '힐다'와는 묘하게 라이벌 관계로 남아있다.
이자벨라
염왕의 시녀악마 중 한 명. 항상 안경을 착용하고 있는 메이드 모습이다. 매사에 신중하고 조용하게 신속하게 일을 처리하는 성격.
사티라
염왕의 시녀악마 중 한명. 활발한 성격.

### 바히모스 34 주사단
헤카도스
바히모스 주사단의 제8기둥. 사룡족이라는 마계 굴지의 전투부족이다.
나가
바히모스 34주사단.
그라펠
바히모스 34 주사단.주장.
아기엘
바히모스 34 주사단. 주장. 노출이 심한 여해적 복장의 스타일을 하고 있으며 검을 주무기로 사용한다.
쿠니에다 아오이에게 매력을 느끼고 있다. 참고로 안경을 착용한 여자.
자바윅
바히모스 34 주사단 단장으로, 바히모스의 아들.
염왕을 섬기는 바히모스와는 다르게 염왕을 싹퉁바가지라고 부르고 있다.
레이미아
바히모스 34 주사단. 주작. 실은 라미아의 어머니로 인간계로 나가있는 딸을 걱정하고 있다.
바실리스크
야타
샐래맨더
브리트라
케차코아틀

## 용어
육기성
이시야마 고교의 동방신희의 4대 일진에 버금가는 강자들. 고교에서 전국 각 분야의 대회에서 입상할 정도로 뛰어난 학생 6명이 모인 집단이다.
깡패는 아니지만 학교에서 실질적으로 제재를 가할 비슷한 권한을 지니고 있다. 깡패보다는 선도위원회의 성격에 가깝다.
바히모스 34 주사단
왕궁의 직속무장집단. 바히모스를 주로 한 염왕 지지세력 집단
동방신희
이시야마 고교의 4대 깡패 세력. 한마디로 그 고교를 장악하고 있는 일진이다.
슈퍼 밀크 타임
오가와 벨도령의 싱크로를 일체시키는 기술로, 벨도령과 오가의 경계를 모호하게 만드는 분유를 먹어서 벨도령의 힘을 거의 끌어내는 스킬. 단, 너무 오래 사용하면 서로 육체가 되바뀌어 돌아오지 못 하거나 이상이 생긴다.
연쇄대폭발
대마왕이 사용하는 기술. 파괴력은 바히모스 34주사단을 쓰러뜨릴 정도로 강력한 듯.
백화난앵
신게츠류 제 2도식.아오이가 사용하는 기술이다.
화난앵 마장 현란 화취설
악마 대적용으로 연마한 신게츠류. 코마의 힘으로 거의 강해져서 업그레이드 된 버전인것 같다.
암흑무투
슈퍼 밀크 타임의 진짜이름. 마력을 제어하는 문장술과는 정반대로 악마의 영혼을 인간에게 빙의시키는 금기술 중 하나이다.
문장술
악마와 계약한 계약자의 악마화의 진행을 막기 위한 술법.
팔극권
초 근접전투를 주축으로 한 중국 무술. 경력을 사용해 일격의 위력을 극한까지 끌어올린다.
나데시코
힘을 분산시키지 않고,한 점에 집중시키는 타격술.
재블 블레스트
벨도령의 힘을 이용한 기술. 엄청난 전기충격을 일으키는 기술.
꼴아박기 펀치
오가 타츠미의 기술. 말 그대로 펀치를 날리는 기술.
꼴아박기 킥
오가 타츠미의 기술. 말 그대로 킥을 날리는 기술.
명앵살
이즈마 핫신류의 비기중 필살기. 이 기술로 강한 타츠미를 날려 버렸음.

## 단행본
일본에서는 집영사에서 발매되고 있으며, 대한민국에서는 대원씨아이, 중화민국에서는 토리 출판사, 홍콩에서는 문화전신을 통해 번역되어 발매되고 있다.
- 제1권 - 마왕 주웠습니다(魔王ひろいました)
  - 일본 - ISBN 978-4-08-874732-3 (2009년 7월 3일 발매)
  - 대한민국 - ISBN 978-89-252-6610-7 (2010년 9월 15일 발매)
- 제2권 - 두 여자(女2人)
  - 일본 - ISBN 978-4-08-874774-3 (2009년 9월 9일 발매)
  - 대한민국 - ISBN 978-89-252-6760-9 (2010년 10월 15일 발매)
- 제3권 - 등장!!(登場!!)
  - 일본 - ISBN 978-4-08-874775-0 (2009년 11월 4일 발매)
  - 대한민국 - ISBN 978-89-252-6880-4 (2010년 11월 15일 발매)
- 제4권 - 불꽃놀이와 싸움은 이시야마 명물(花火とケンカは石矢魔名物)
  - 일본 - ISBN 978-4-08-874797-2 (2010년 2월 4일 발매)
  - 대한민국 - ISBN 978-89-252-7041-8 (2010년 12월 15일 발매)
- 제5권 - 참말잉교?(ほんまかい)
  - 일본 - ISBN 978-4-08-870025-0 (2010년 4월 2일 발매)
  - 대한민국 - ISBN 978-89-252-7203-0 (2011년 1월 15일 발매)
- 제6권 - 세인트 이시야마 학교(聖石矢魔学園)
  - 일본 - ISBN 978-4-08-870051-9 (2010년 6월 4일 발매)
  - 대한민국 - ISBN 978-89-252-7312-9 (2011년 2월 15일 발매)
- 제7권 - 전면 대결입니다(全面対決です)
  - 일본 - ISBN 978-4-08-870090-8 (2010년 8월 4일 발매)
  - 대한민국 - ISBN 978-89-252-7448-5 (2011년 3월 15일 발매)
- 제8권 - 배구 대결!!(バレーボール勝負!!)
  - 일본 - ISBN 978-4-08-870128-8 (2010년 11월 4일 발매)
  - 대한민국 - ISBN 978-89-252-7575-8 (2011년 4월 15일 발매)
- 제9권 - 마왕이 와서(魔王が来たりて)
  - 일본 - ISBN 978-4-08-870165-3 (2010년 12월 29일 발매)
  - 대한민국 - ISBN 978-89-252-7733-2 (2011년 5월 15일 발매)
- 제10권 - 울보 형제(泣きむし兄弟)
  - 일본 - ISBN 978-4-08-870193-6 (2011년 3월 4일 발매)
  - 대한민국 - ISBN 978-89-252-7930-5 (2011년 7월 15일 발매)
- 제11권 - 게임 대결(ゲーム勝負!!)
  - 일본 - ISBN 978-4-08-870223-0 (2011년 5월 2일 발매)
- 제12권 - 힐다의 분노(ヒルダの怒り)
  - 일본 - ISBN 978-4-08-870259-9 (2011년 7월 4일 발매)

## 라디오 드라마
점프 전문 정보 프로그램 《사키요미 점프BANG!》을 통해 2009년 8월에 최초 공개되었다. 각 3분 분량으로 전 4화로 구성되어 있으며, 2009년 9월부터 2010년 7월까지 집영사 보이스 코믹 사이트 VOMIC에서 전달되었다. 2010년 9월에 ‘점프·슈퍼 애니메이션 투어 2010’에서 점프 애니메이션이 상영된 이후, 애니메이션 성우 녹음판으로 새롭게 갱신 되어 같은 해 10월부터 전달되고 있다.
성우
- 오가 타츠미 - 코니시 카츠유키
- 베엘제붑 - 후지무라 아유미
- 후루이치 타카유키 - 콘도 타카유키
- 힐다 - 우에다 카나

## 점프 애니메이션
베엘제붑 - 주운 아기는 대마왕?!
2010년 10월 23일 ‘점프·슈퍼 애니메이션 투어 2010’에서 상영되었다. 이야기 초반의 간략적인 내용을 담고 있으며, 일본에서 발매된 단행본 제9권의 한정판 특전 DVD에 수록되었다.

### 제작진
- 원작 - 타무라 류헤이 (집영사 《주간 소년 점프》 연재)
- 감독·그림 콘티·연출 - 타카모토 요시히로
- 각본 - 요코타니 마사히로
- 캐릭터 디자인·총 작화감독 - 요시오카 타케시
- 작화감독 - 타무라 미유키, 김재형, 하노 히로노리
- 미술감독 - 히가시 준이치
- 소품 디자인 - 이와나가 요시노리
- 색채 설계 - 카이 케이코
- 촬영감독 - 마츠모토 아츠호
- 효과 - 콘노 야스유키, 아카히라 나오키
- 편집 - 세야마 타케시
- 음향감독 - 타카하시 츠요시
- 음악 - 타카하시 야스하루, 후지사와 켄지
- 프로듀서 - 시미즈 오사무
- 애니메이션 제작 - studio 피에로+
- 제작·저작권 - 집영사

### 주제가
오프닝 테마 〈눈부신☆두목 방문! 베엘제붑!〉
노래 - 타케우치 히로아키

## TV 애니메이션
2011년 1월부터 요미우리 TV, 닛폰 TV 계열을 통해 방영되고 있다.
대한민국에서는 ㈜더블유에이지에서 수입하여 15세 이상 관람가 등급으로, 자사가 운영하는 스마트폰 실시간 TV 애플리케이션 마이씨앗과 마이씨앗의 인터넷 홈페이지를 통해 자막 버전을 공개하고 있다. 2013년 6월 5일부터는 챔프에서 더빙으로 방영하고 있다.

### 제작진
- 원작 - 타무라 류헤이 (집영사 《주간 소년 점프》 연재)
- 감독 - 타카모토 요시히로
- 시리즈 구성 - 요코타니 마사히로
- 캐릭터 디자인 - 요시오카 타케시
- 총 작화감독 - 반 유키코, 이시카와 켄스케
- 미술감독 - 히가시 준이치
- 소품 디자인 - 이와나가 요시노리
- 색채 설계 - 카이 케이코, 오노데라 에미코
- 촬영감독 - 마츠모토 아츠호
- 편집 - 세야마 타케시
- 음향감독 - 타카하시 츠요시
- 음악 - 타카하시 야스하루, 후지사와 켄지
- 책임 프로듀서(CP) - 오오쿠마 야스유키(요미우리 TV), 하야카와 아키라(덴츠), 혼마 미치유키
- 프로듀서 - 나가이 코지(요미우리 TV), 후루카와 신(덴츠)
- 애니메이션 프로듀서 - 시미즈 오사무
- 애니메이션 제작 - studio 피에로+
- 제작 - 베엘제붑 제작위원회(요미우리 TV, 집영사, 덴츠, 피에로)

### 주제가
오프닝 테마
<다다다>(だだだ)(제1화~제12화)
노래 - 타마시이
<시작하는 것은, 안녕>(始まるのは、サヨナラ)(제13화~제23화)
노래 - ON/OFF
<Hey!!!>(제24화~)
노래 - FLOW
엔딩 테마
<Answer>(제1화~제12화)
노래 - 노슬립스
<허세>(つよがり)(제13화~제23화)
노래 - 나카가와 쇼코
<일곱빛깔☆눈물>(なないろ☆ナミダ)(제24화~)
노래 - Tomato n' Pine

### 방영 목록
| 화수   | 부제 (원제/풀이)                                                                                    | 각본              | 그림 콘티         | 연출              | 작화감독                                                                |
| ------ | --------------------------------------------------------------------------------------------------- | ----------------- | ----------------- | ----------------- | ----------------------------------------------------------------------- |
| 바브1  | 魔王拾いました (마왕 주웠습니다)                                                                    | 요코타니 마사히로 | 타카모토 요시히로 | 카와니시 타이지   | 타무라 미유키 이치이 잇페이                                             |
| 바브2  | 子連れ番長はじめました (아이 딸린 짱, 시작했습니다)                                                 | 요코타니 마사히로 | 렌쇼 카스미       | 렌쇼 카스미       | 후지와라 미키오                                                         |
| 바브3  | 強くて凶暴なヤローいませんか? (강하고 흉폭한 놈 없습니까?)                                          | 야마구치 히로시   | 우에다 히데히토   | 와타나베 오다히로 | 오리키 카즈히로                                                         |
| 바브4  | 魔王のおもらし 決壊1秒前ですが (마왕의 오줌, 터지기 일보직전입니다만)                               | 이토 미치코       | 니도메 토시야     | 사사키 신야       | 장범철 김재형                                                           |
| 바브5  | 金で買えないものはありません (돈으로 살 수 없는 것은 없습니다)                                      | 오카 아츠시       | 카게야마 시게노리 | 사토 마사후미     | 와타나베 나츠키                                                         |
| 바브6  | 魔界のおもちゃ届きました (마계의 장난감 도착했습니다)お医者さんごっこしました (의사 놀이 했습니다)  | 우메하라 에이지   | 히가시데 후토시   | 히가시데 후토시   | 히가시데 후토시                                                         |
| 바브7  | 魔王も公園デビューします (마왕도 공원 데뷔합니다)                                                   | 카키무라 이사나   | 시모다 마사미     | 마츠모토 마사유키 | 박창환 엄익현 서진원                                                    |
| 바브8  | また出会いました (다시 만났습니다)                                                                  | 야마구치 히로시   | 마츠이 히토유키   | 니시무라 히로아키 | 하현조 장범철                                                           |
| 바브9  | 恋はハリケーンです (사랑은 허리케인입니다)                                                          | 이토 미치코       | 유키히로 마츠시타 | 엔도 스스무       | 시시도 쿠미코 스기모토 미치아키 타케우치 케이 토타케 류지 노자키 레이코 |
| 바브10 | 弟子ができました (제자가 생겼습니다)                                                                | 우메하라 에이지   | 우에다 히데히토   | 와타나베 오다히로 | 오리키 카즈히로                                                         |
| 바브11 | 金で買えないもの、ありました (돈으로 살 수 없는 것, 있었습니다)                                     | 카키무라 이사나   | 니도메 토시야     | 마츠모토 마사유키 | 장범철 하현조                                                           |
| 바브12 | 今夜は寝かせません (오늘 밤은 재우지 않습니다)                                                      | 우메하라 에이지   | 이마이즈미 켄이치 | 사토 마사후미     | 와타나베 나츠키                                                         |
| 바브13 | ベル坊 実力テストです (베엘 도령, 실력 테스트입니다)ヒルダ 拝啓大魔王様 (힐다, 아뢰옵니다 대마왕님) | 요코타니 마사히로 | 이마이즈미 켄이치 | 카와니시 타이지   | 이치이 잇페이 토미야마 다이스케                                         |
| 바브14 | 必殺技、ありますか? (필살기, 있습니까?)                                                             | 야마구치 히로시   | 유키히로 마츠시타 | 노시타니 미츠타카 | 후지와라 미키오                                                         |
| 바브15 | 不良が水着に着替えました (불량 학생이 수영복으로 갈아 입었습니다)                                   | 요코타니 마사히로 | 카게야마 시게노리 | 타카하시 히데토시 | 차성한 박창환                                                           |
| 바브16 | なかなか男じゃないですか (정말 남자답지 않습니까)                                                   | 야마구치 히로시   | 코가와 요리야스   | 코가와 요리야스   | 엔도 유이치 쿠보 카츠유키                                               |
| 바브17 | 魔界の宿題どうでしょう? (마계의 숙제 어떻습니까?)                                                   | 카키무라 이사나   | 마츠이 히토유키   | 니시무라 히로아키 | 박창환                                                                  |
| 바브18 | 子連れ番長、やめました (애 딸린 짱, 그만뒀습니다)                                                   | 우메하라 에이지   | 시모다 마사미     | 카와니시 타이지   | 타케우치 케이 노자키 레이코                                             |
| 바브19 | 医者が来ました (의사가 왔습니다)                                                                    | 카키무라 이사나   | 카게야마 시게노리 | 시미즈 사토시     | 후지와라 미키오                                                         |
| 바브20 | 全員集合です (모두 집합입니다)                                                                      | 우메하라 에이지   | 우에다 히데히토   | 와타나베 오다히로 | 오리키 카즈히로                                                         |
| 바브21 | 石矢魔最強、どっちでしょう? (이시야마 최강, 어느 쪽이지요?)                                         | 요코타니 마사히로 | 마츠이 히토유키   | 카와니시 타이지   | 이치이 잇페이 토미야마 다이스케                                         |
| 바브22 | 山ごもりです (산에서 잠적입니다)                                                                    | 야마구치 히로시   | 이마이즈미 켄이치 | 타카하시 히데토시 | 차성일                                                                  |
| 바브23 | ほんまかい (참말잉교?)                                                                              | 우메하라 에이지   | 카게야마 시게노리 | 마츠모토 마사유키 | 박창환                                                                  |
| 바브24 | ただいまかい (다녀왔냐? / 거대 마계)                                                                | 카키무라 이사나   | 마츠이 히토유키   | 노시타니 미츠타카 | 후지와라 미키오                                                         |

## 편집자
- 제1대 : 나카노 히로유키 (제1화~현재)[3]